# Eleonora Ziemięcka

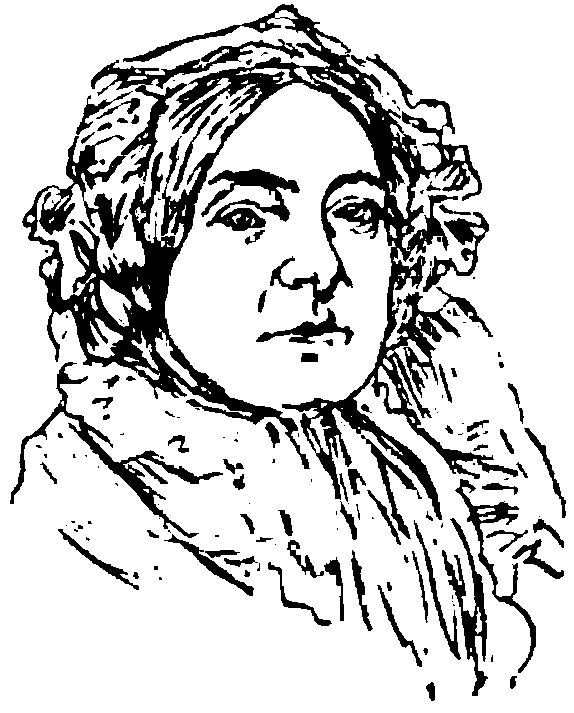

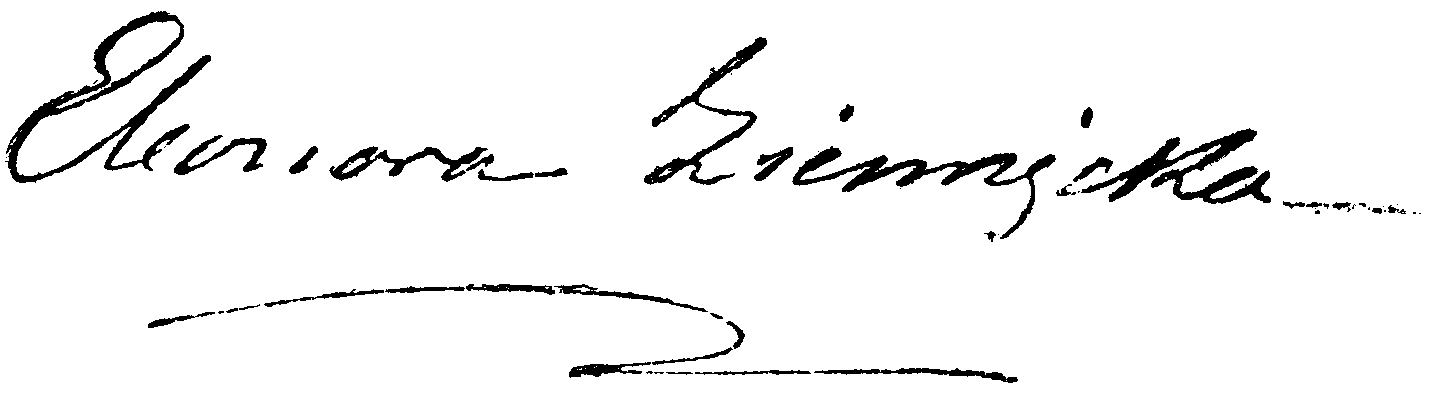

Eleonora Ziemięcka (* 1819 in Jasienice nahe Czersk, Masowien; † 23. September 1869 in Warschau) aus dem Haus Gagatkiewicz war eine polnische Autorin. Sie befasste  sich unter anderem mit  Fragen der Ethik und Moral.

## Leben
Ziemięcka verlor ihre Eltern früh und wuchs als Waise bei den Großeltern auf. Bereits 1830 publizierte sie im Dziennik dla dzieci Artikel über die polnische Geschichte. Ziemięcka war begeisterte Hegel-Leserin und wird in den zeitgenössischen Rezensionen auch als Philosophin diskutiert. Edward Dembowski – selbst Philosoph und Literaturkritiker – hatte sein Debüt Filozoficzność i pani Ziemięcka über ihre Philosophie geschrieben, sein Buch erschien 1841.
Allerdings paarte Ziemięcka im Lauf ihrer Entwicklung ihre philosophischen Betrachtungen zunehmend mit ihrem stärker werdenden katholischen Glauben, womit sie sich harscher Kritik unterzog. In den Jahren 1842–1846 war sie Herausgeberin des „Pielgrzym“ (=Pilger), einer Zeitschrift für Philosophie, Geschichte und Literatur.
Ziemięcka hatte 1836 geheiratet – einen Maler, Gutsbesitzer und Nachbarn ihrer Großeltern –, mit ihm Dresden bereist und war fortan unter seinem Einfluss erst Hegel – und danach Schelling-Anhängerin. Vorher befand sie diese Philosophen als zu „deutsch“, deren Philosophie als  weltfern und sie hatte utilitaristische Kritik geäußert.